# Burn the Sun
Burn the Sun è il secondo album in studio del gruppo musicale norvegese Ark, pubblicato nel 2001 dalla Inside Out Music.
Fu registrato, mixato e masterizzato presso gli Area 51 Recording Studios (Wathlingen, Germania) di Tommy Newton.

## Tracce
Testi e musiche di John Macaluso, Jørn Lande e Tore Østby.
1. Heal the Waters – 6:38
2. Torn – 3:52
3. Burn the Sun – 4:35
4. Resurrection – 5:33
5. Absolute Zero – 5:06
6. Just a Little – 4:38
7. Waking Hour – 4:15
8. Noose – 5:04
9. Feed the Fire – 3:57
10. I Bleed – 4:04
11. Missing You – 9:04

Traccia bonus nell'edizione giapponese
1. Silent Is the Rain – 2:54

## Formazione
Gruppo
- Jørn Lande – voce
- Tore Østby – chitarra
- John Macaluso – batteria, percussioni
- Randy Coven – basso
- Mats Olausson – tastiera

Produzione
- Tommy Newton – produzione
- Mathias Janke – copertina